# Mas y Mas

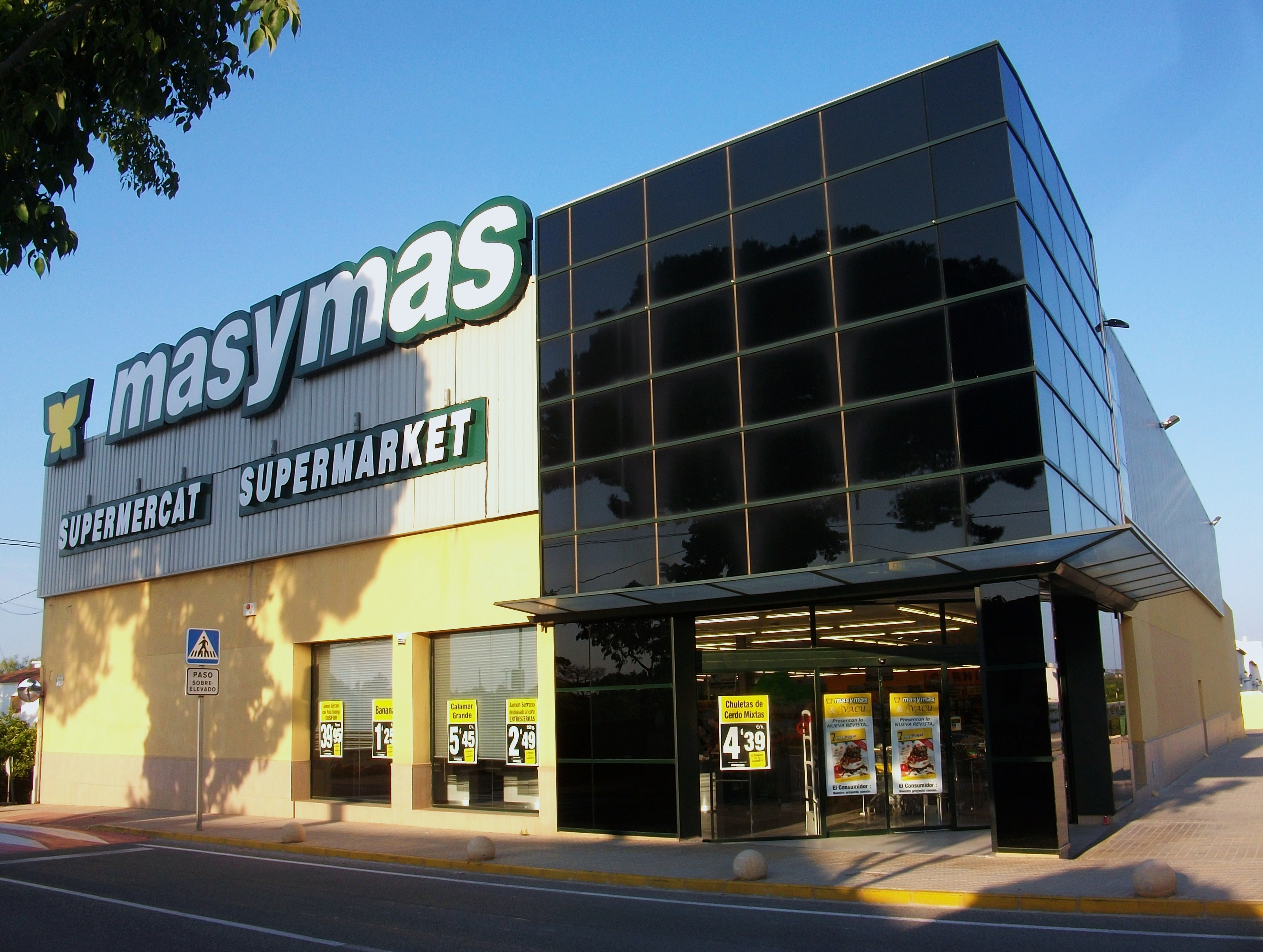
Supermercat Mas y Mas a la Xara.

Mas y Mas és una empresa de supermercats del País Valencià. La companyia té una forta presència a la Marina Alta - 21 botigues - i tingué la seua primera botiga a Pedreguer, on actualment compta amb tres locals. Actualment té supermercats a moltes comarques del País Valencià, com la Plana, l'Horta, la Ribera, la Safor, i a totes les comarques de la província d'Alacant. D'altra banda, també disposa d'establiments a Astúries, Lleó i Andalusia.